# Писанцы
Писанцы (укр. Писанці) — село,
Александровский сельский совет,
Покровский район,
Днепропетровская область,
Украина.
Код КОАТУУ — 1224280517. Население по переписи 2001 года составляло 108 человек .

## Географическое положение
Село Писанцы находится на левом берегу реки Волчья в месте впадения в неё реки Гайчур,
выше по течению на расстоянии в 1 км расположено село Богодаровка,
на противоположном берегу реки Гайчур — село Новоскелеватое.
Рядом проходят автомобильная дорога Н-15 и
железная дорога, станция Мечетная в 4-х км.

## История
- 1820 — дата основания.